# Bibliothèque universitaire centrale de l'université Abdou-Moumouni
 (octobre 2016).
La Bibliothèque universitaire centrale (BUC) est un service central de l’université Abdou-Moumouni de Niamey.

## Histoire
La Bibliothèque universitaire centrale a été créée en 1971 en même temps que l’université Abdou-Moumouni. La BUC est un service central fonctionnant sous l’autorité du recteur de l’université Abdou-Moumouni de Niamey.

## Description
La bibliothèque est dirigée par un chef de service central nommé par arrêté du recteur. Le chef de service est assisté par des bibliothécaires et aide-bibliothécaires chargés respectivement des travaux de catalogage, d’indexation, de classification, de l’accueil et de l’orientation, de la communication des documents.

### Ressources humaines
Le personnel de la bibliothèque centrale est composé de :
- une conservatrice des bibliothèques (Directrice) ;
- cinq bibliothécaires ;
- un informaticien;
- deux aide-bibliothécaires ;
- une secrétaire ;
- un polycopieur ;
- un relieur ;
- un planton manœuvre[2].

### Ressources financières
La BUC est un service central de l’université Abdou-Moumouni de Niamey. Elle dispose d’un budget propre dont le secrétaire général est l’ordonnateur délégué.

### Fonds documentaires
Le fonds documentaire est composé de monographies, d’ouvrages de référence, d’usuels, de manuels, de périodiques, de thèses et mémoires et de documents audio-visuels et multimédias, le fonds documentaire couvre tous les domaines d’enseignement et de recherche de l’université Abdou-Moumouni de Niamey à savoir : les sciences exactes, la médecine, l’agronomie, sciences sociales, sciences humaines, les sciences de la vie et de la terre, les lettres modernes , etc. Il est estimé à environ 70 000 volumes dont plus de 500 thèses et mémoires, 250 CD ROM et 550 titres de périodiques lacunaires.
Une connexion internet permet la recherche et l’accès à la documentation électronique et à certaines bases de données documentaires libres,,.